# Reprise
Een reprise is in het theater de term voor de wederopvoering van een vroeger gespeeld toneelstuk (opera, musical).
In de muziek is de reprise in de sonatevorm een herhaling of terugkeer van de opening van een compositie, die zich later weer laat klinken. 
In de muziekindustrie verschijnen af en toe reprises van een nummer op hetzelfde album, zoals op het Beatles-album Sgt. Pepper's Lonely Hearts Club Band, waar een reprise verscheen van het titel- en openingsnummer, genaamd Sgt. Pepper's Lonely Hearts Club Band (Reprise). Het nummer I Am... I Said van Neil Diamond is een ander voorbeeld van een reprise op het album Stones.